# Styracura
Styracura es un género de peces marinos de la familia de los potamotrigónidos, en el orden Myliobatiformes. Es el único género que integra la subfamilia Styracurinae. Sus 2 especies habitan en aguas costeras de los océanos que bañan las regiones tropicales de América y son denominadas comúnmente chupares.

## Taxonomía
Descripción original
Este género, y su subfamilia, fueron descritos originalmente en el año 2016 por los ictiólogos Marcelo D. Carvalho, Thiago S. Loboda y João Paulo C. B. da Silva.
Etimología
Etimológicamente, el término genérico Styracura se construye con palabras en el idioma griego, en donde: στυραξ (=styrax) significa ‘espina del extremo de una lanza’ y ουρα (oura) es ‘cola’.
Historia taxonómica
Hasta el año 2016, las 2 especies de Styracura estaban incluidas en el género Himantura (de la familia Dasyatidae), pero sobre la base de un estudio que colectó evidencia molecular y morfológica, fueron escindidas del mismo, creándole un nuevo género —y un nuevo taxón supragenérico— para contenerlas.

## Subdivisión
Este género está integrado por 2 especies:
- Styracura schmardae (Werner, 1904)
- Styracura pacifica (Beebe & Tee-Van, 1941)

## Costumbres y distribución geográfica
A diferencia de los demás integrantes de la familia Potamotrygonidae, todas las especies de Styracura no viven en agua dulce, sino en aguas marinas costeras tropicales. Styracura schmardae se distribuye en la región occidental tropical del océano Atlántico, en especial en el mar Caribe, desde la bahía de Campeche (en el sur del golfo de México) y Las Bahamas por el norte, y en las costas de las Indias Occidentales hasta Surinam y el extremo norte del litoral costero de Brasil, en Icapuí, Ceará. Styracura pacifica, en cambio, se distribuye en la región oriental tropical del océano Pacífico, desde México por el norte hasta las islas Galápagos (Ecuador) por el sur.

## Características
Se trata de rayas grandes, con longitudes que alcanzan los 2 metros de largo (en S. schmardae); el disco es redondeado, siendo similar el largo que el ancho. La cola es delgada y larga, su longitud duplica la distancia entre el extremo del hocico y la cloaca.